# سليمان مسودة
سليمان مسودة (من مواليد 13 يوليو 1995) هو صحفي فلسطيني-إسرائيلي، وهو حاليًا كبير المراسلين السياسيين باللغة العبرية في هيئة الإذاعة العامة الإسرائيلية.

## السيرة الذاتية
وُلد مسودة في الحي الإسلامي في البلدة القديمة في القدس، لمنذر وإيمان مسودة. وهو الأخ الأكبر بين ستة أخوات. تلقى تعليمه في المدرسة الثانوية "الإيمان".
درس المحاسبة في جامعة بيرزيت في مدينة بيرزيت الفلسطينية. أثناء دراسته في الجامعة، عمل في أحد الفنادق بالقدس ولاحظ أن العمّال الذين يتحدثون العبرية يحصلون على إكراميات أفضل. فقرر ترك الجامعة والعمل بدوام كامل.
بعد عامين من دراسته في جامعة بيرزيت، التحق مسودة ببرنامج مكثف لدراسة الغة العبرية لمدة عام، ثم انتقل إلى كلية هداسا الأكاديمية في القدس بمنحة دراسية، حيث درس الصحافة. أثناء الدراسة، بدأ بالعمل في قناة كان 11 التلفزيونية الإسرائيلية.
اعتبارًا من عام 2024، يعمل مسودة كمراسل سياسي لقناة كان 11 ويقيم في تل أبيب. كما يعمل أيضًا كصحفي إذاعي في إذاعة ريشت بيت.
بدأ اهتمام مسودة بالصحافة خلال الانتفاضة الثانية في أوائل العقد الأول من القرن الحادي والعشرين.
أثناء دراسته في كلية هداسا الأكاديمية، تدرب مسودة في قناة كان 11 العربية. وبعد أشهر قليلة، تم نقله إلى القناة العبرية، حيث عمل كمنتج ميداني، ثم مراسلاً للشؤون العربية، وهو الدور الذي لم يكن يفضله. ثم عمل مراسلاً للقناة في القدس، حيث كان يغطي الشؤون العربية واليهودية.
في عام 2023، تمت ترقية مسودة إلى مراسل سياسي ومذيع في قناة كان 11، وانتقل إلى تل أبيب للعمل هناك. وفي وقت لاحق من ذلك العام، حصل مسودة على "جائزة خاصة للتميز" من كلية هداسا الأكاديمية تقديرًا لمسيرته الصحفية.

## الحياة الشخصية
حصل مسودة على الجنسية الإسرائيلية منذ فبراير 2024.  قبل ذلك كان مقيمًا دائمًا ويحمل بطاقة هوية إسرائيلية وجواز سفر أردني. 
وقال مسودة إنه يتعرض لضغوط من عائلته ومجتمعه، خاصة عندما لا تعكس تقاريره المجتمع الفلسطيني بشكل إيجابي؛ على سبيل المثال، في عام 2020، قام مسودة بالتغطية الصحفية لانتهاكات قيود كوفيد-19 في مجمع الأقصى، وقد أفاد أيضًا أنه تلقى تهديدات بالقتل.

## روابط خارجية
- جرين، ديفيد ب. "هذه هي شخصيتي فقط" في Substack 5 مايو 2024.